# 1911
1911 (MCMXI) var ett normalår som började en söndag i den gregorianska kalendern och ett normalår som började en lördag i den julianska kalendern.

## Händelser

### Januari
- 1 januari
  - I Australien bildas Federal Capital Territory ur Nya Sydwales.[1]
  - I Sverige blir köpingarna Arvika köping, Eslövs köping och Huskvarna köping städer.[2]
- 4 januari – Sveriges fyra första postautomobiler tas i bruk i Göteborg. De ersätter 18 hästar vid posthämtning vid tågen.[3]
- 9 januari – Landsföreningen för kvinnans politiska rösträtt uppvaktar Sveriges statsminister Arvid Lindman.[4]
- 18 januari – Eugene Ely utför den första flygplanslandningen på ett fartyg. Ely flyger ett Curtiss-plan och landar på fartyget USS Pennsylvanias för ändamålet specialbyggda landningsplattform som är utrustad med massor av rep för att bromsa planet vid landningen. Händelsen äger rum i San Francisco.
- 26 januari
  - USA skickar soldater ur sin flotta till Honduras för att "skydda amerikanska liv och intressen" under ett inbördeskrig i landet.[5]
  - Richard Strauss och Hugo von Hofmannsthals opera Rosenkavaljeren uruppförs i Dresden.[2]
- Januari – Den sista enligt 1866 års riksdagsordning valda svenska riksdagen sammanträder.

### Februari
- 4 februari – Ulrich Salchow, Sverige blir i Berlin världsmästare i konståkning för tionde gången.[3]
- 11 februari – Carl Larsson ställer ut en skiss till Midvinterblot på Nationalmuseum.[6]
- 12 februari – Gustaf Fröding begravs, varvid 200 000 människor kantar kortegevägen.[4]
- 18 februari – Den första officiellt sanktionerade postflygningen sker mellan Allahbad och Naini i Indien.

### Mars

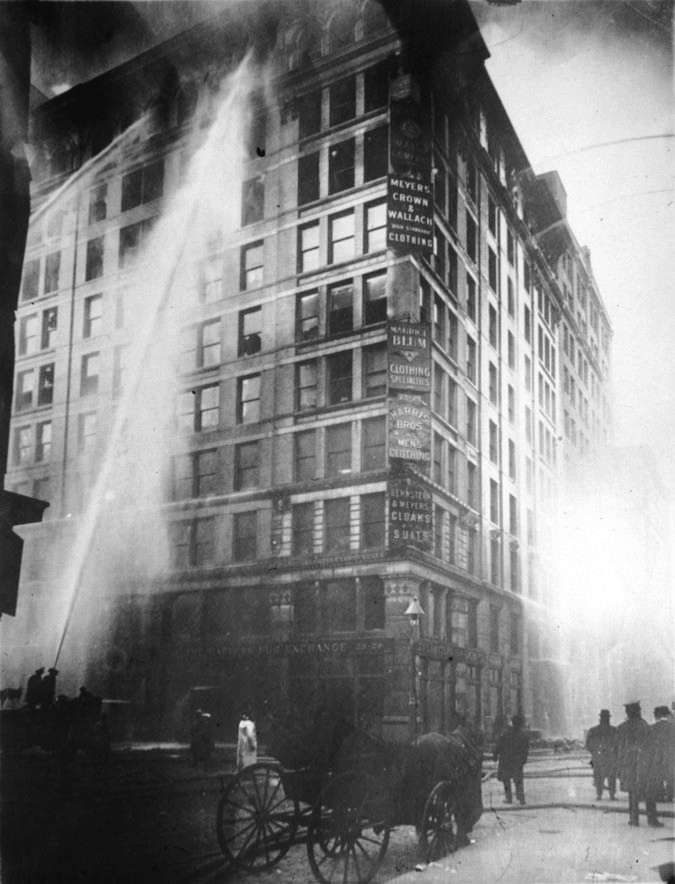
Branden i Triangle Shirtwaist-fabriken

- 6 mars – Den svenska Skådebanan börjar sin verksamhet, med syftet att visa teater till billigt pris för låginkomsttagare.[3]
- 16 mars – Biltillverkaren AB Scania-Vabis bildas genom sammanslagning av de svenska företagen Maskinfabriksaktiebolaget Scania i Malmö och Vagnfabriks-Aktiebolaget i Södertelge i Södertälje.[2]
- 18 mars – Den svenska riksdagen beslutar om strafflindring för barnamord.[4]
- 19 mars – Internationella kvinnodagen firas för första gången.[7]
- 25 mars – Branden i Triangle Shirtwaist-fabriken i New York kräver 146 liv.
- 27 mars – Stockholms stadsfullmäktige beslutar att godkänna Ragnar Östbergs förslag till nytt stadshus.[3]

### April
- 1 april – Marcus Wallenberg tar över som chef för Stockholms Enskilda Bank.[6]
- 6 april – Ett upprop för nationalinsamling till August Strindberg publiceras.[4] Han har själv förklarat sig bredd att ta emot detta "antinobelpris".[3]
- 8 april – Heike Kamerlingh Onnes upptäcker supraledare.[8]
- 12 april – Polis och militär ingriper mot kravaller då vinodlare i Champagne protesterar mot tillverkning av billigare bubbelvin.[6]
- 21 april – Bolaget AB Isfjorden-Bellsund bildas för att handha den svenska kolbrytningen på Spetsbergen.
- 27 april – Filmen Stockholmsfrestelser av Anna Hofman-Uddgren har premiär. Detta är den första svenska filmen av en kvinnlig regissör.[6]
- April – Frankrike intensifierar kontrollen över Marocko och skickar fler trupper, bland annat till staden Fez där oroligheter brutit ut. Som styrkedemonstration skickar Tyskland kanonbåten Panther till Agadir för att bevaka tyska intressen i landet.

### Maj
- 16 maj – Sveriges riksdag anslår medel till byggandet av en ny svensk pansarbåt [4] av större, förstärkt typ. Socialdemokrater och liberaler röstar nej till sådan "militärisk lyx".[3]

### Juni
- 12 juni – En internationell rösträttskongress hålls i Stockholm.
- 15 juni – AB Isfjorden-Bellsunds ångfartyg Viking lämnar Stockholm på sin premiärtur till Spetsbergen.
- 21 juni – Örebro Industri- och slöjdutställning 1911 öppnar.

### Juli
- 3 juli – 21:a lantbruksmötet i Örebro öppnar. Utställningen invigs av kung Gustaf V som tillsammans med Prins Carl och närkesherigen Prins Eugen besökte utställningarna.
- 10 juli – 15 000 svenska byggnadsarbetare lockoutas i nästan tre månader.[4]
- 11 juli – DN startar en debattserie under rubriken "Skada 25-öresböckerna litteraturen?".[3]
- 24 juli – Hiram Bingham III återupptäcker Machu Picchu i Peru.

### Augusti

Mona Lisa stulen.

- 21 augusti – Mona Lisa av Leonardo da Vinci stjäls från Louvren.
- 28 augusti – Den första svenska kriminalvårdskongressen öppnas.[4]
- 31 augusti – Den svenska höstmanövern inställs på grund av barnförlamningsepidemi och vattenbrist.[4]

### September
- 1 september – Den svenska censurmyndigheten Statens biografbyrå börjar sin verksamhet, och Sverige blir därmed det första landet i världen som får filmcensur.[2]
- 3 september – Tyska socialdemokrater hotar med generalstrejk om Tyskland går i krig.[6]
- 10 september – Val till andra kammaren i Sverige hålls och ger vänsterframgångar.[4] SAP får 64 mandat, en ökning med 33 mandat som gör partiet lika stort som Allmänna valmansförbundet.[3] Det är första gången de nya reglerna tillämpas, och Högern går starkt bakåt. Karl Staaff får i uppdrag att bilda ny regering då socialdemokraterna och liberalerna får majoritet i Andra kammaren.
- 14 september – Rysslands regeringschef Pjotr Stolypin dödas i ett attentat utförd av anarkisten Dimitrij Bogrov när han går på teater i Kiev.[2]
- 28 september – Italien förklarar krig motOsmanska riket. Italien är intresserad av att annektera Libyen som sedan 1835 står under osmansk kontroll. Tripoliskriget bryter ut, men året därpå avträder Osmanska riket området till Italien.
- 30 september – Arvid Lindmans svenska högerregering avgår och efterträds av Karl Staaffs liberala ministär då vänstern gått framåt i svenska andrakammarvalet.[2]

### Oktober
- Oktober – USA skickar 10 soldater till Wuchang i Kina för att rädda missionärer under revolutionen. USA:s egendom och konsulat skyddas i Hankow.[5]
- 7 oktober – Arvid Lindman avgår som svensk statsminister och efterträds av Karl Staaff.[4] I hans regering besätts de två krigsministerpostern av civila för första gången. Staaffs krav på upplösning av Första kammaren för nyval bifalls av kungen, Gustaf V.
- 10 oktober – Revolution bryter ut i Kina. Landets centralkommitté står helt oförberedd och det dröjer inte länge innan den kollapsat. Senare samma år störtas kejsardömet och republik utropas med den från utlandet hemkomne revolutionsledaren Sun Yat-sen som landets förste president.
- 29 oktober – Sigfrid Siwertz Mälarpirater utkommer.[4]

### November

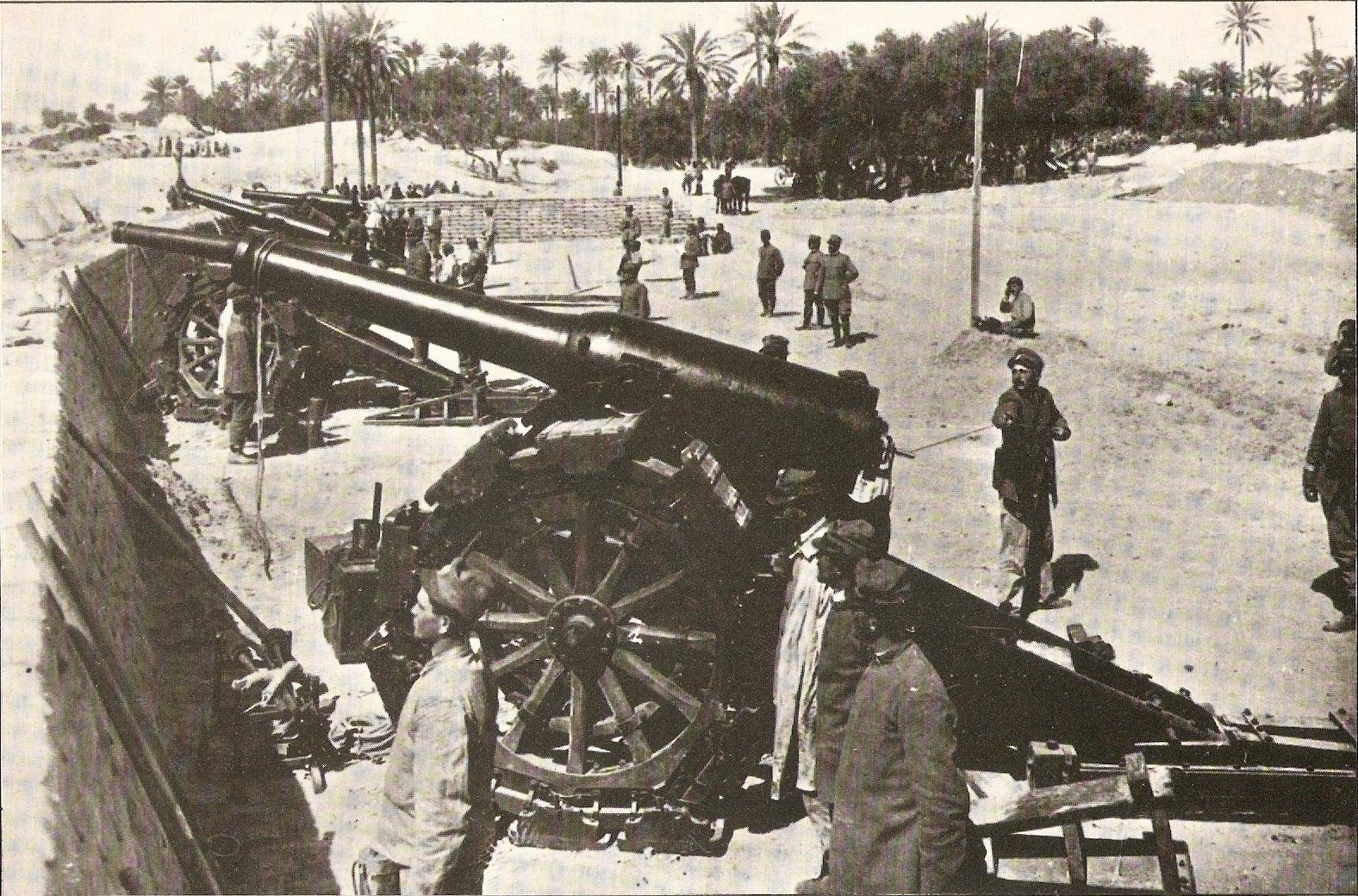
Italiensk-turkiska kriget.

- November – USA skickar marinsoldater till revolutionens Kina för att vakta telegrafstationer i Shanghai. Styrkor landsätts även på ställen som Nanking, Chinkiang och Taku.[5]
- 5 november – Tusentals åskådare har samlats i Pasadena, Kalifornien för att välkomna Calbraith Rodgers som genomfört den första flygningen över amerikanska kontinenten. Rodgers, som under resan fick stanna 69 gånger, åtföljdes av ett tåg med reservdelar. Flygningen sponsras av ett livsmedelsföretag.
- 17 november – En svensk nykterhetskommitté tillsätts med uppdrag att utreda frågan om rusdrycksförbud.[4]
- 29 november – Krig utbryter mellan Italien och Osmanska riket.[9]

### December

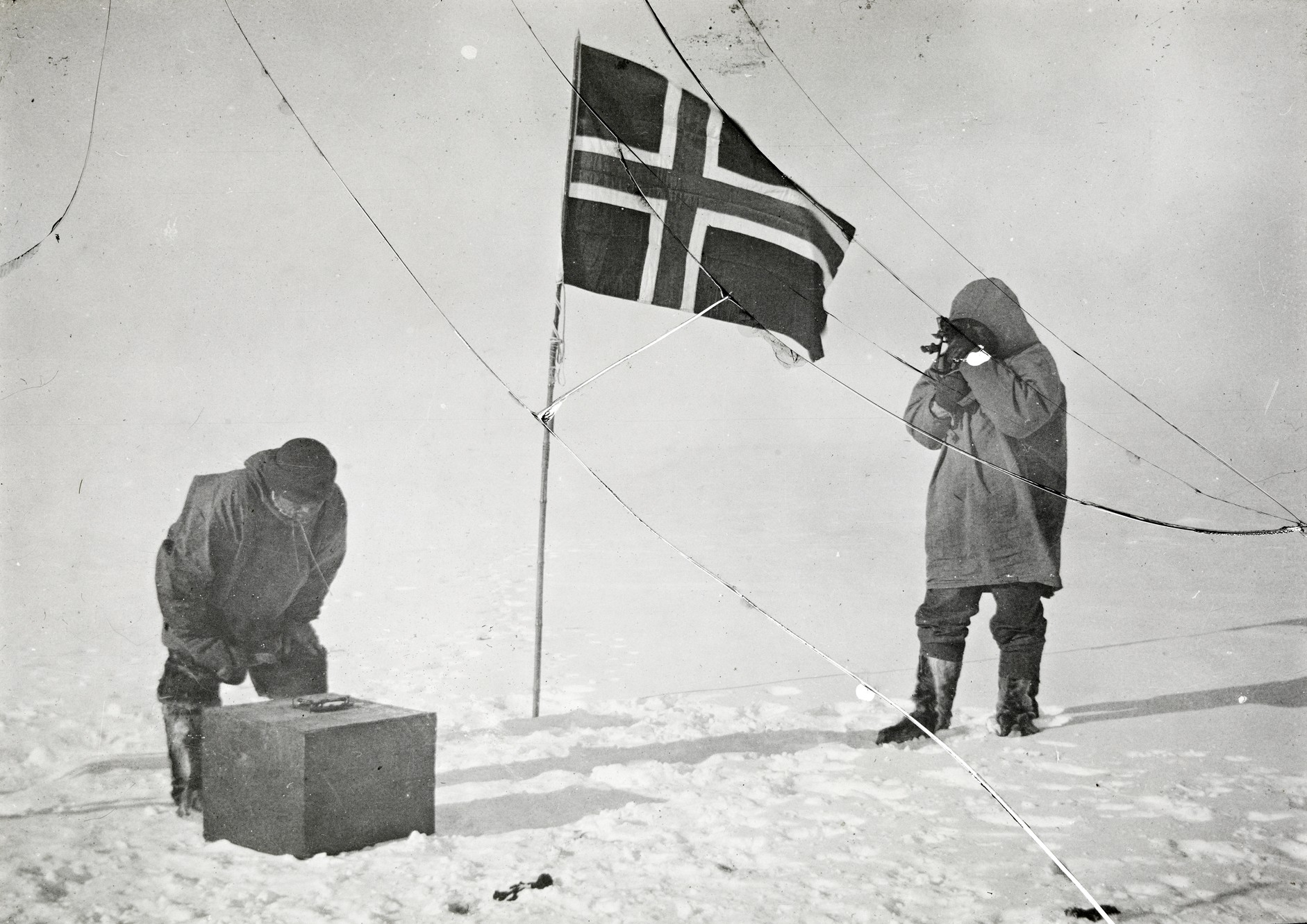
Roald Amundsens sydpolsexpedition

- 1 december – En svensk försvarsberedning tillsätts. Karl Staaff motsätter sig en ökning av försvarsutgifterna och förlängning av övningstiden, mot högerns och kungens vilja.
- 14 december – Den norske polarforskaren Roald Amundsen och hans expedition når Sydpolen [2] och vinner därmed kapplöpningen om vem som skall komma först till Sydpolen före britten Robert Scott.[6]
- 15 december – Sveriges regering inställer tills vidare byggandet av den av Sveriges riksdag beviljade svenska pansarbåten [4]. Svenske kungen opponerar sig, men offrar sin personliga åsikt i enlighet med valspråket "Med folket för fosterlandet".[3]
- 28 december – Kejsaren av Kina avsätts och det provisoriska revolutionsparlamentet väljer läkaren Sun Yat-sen till den kinesiska republikens första president.[2] Den kejserliga regeringen i Peking sitter dock kvar, och inbördeskrig hotar.[6]

### Okänt datum
- Liberala och socialdemokratiska grupper bildas i Första kammaren.
- Sveriges Minuthandlares Riksförbund kräver stopp för den judiska invandringen, eftersom man hävdar att judarna sysslar med illegal gårdfarihandel.
- En internationell kongress om kvinnlig rösträtt hålls i Stockholm, och sällskapsspelet Rästrättsspelet släpps.[10]
- Svenska Levantlinjen med trafik på östra Medelhavet och Svarta havet bildas.
- Läkemedelsföretaget Pharmacia grundas.
- I den svenska banklagen tillåts affärsbankerna köpa aktier i viss utsträckning.
- Det svenska vattenfallsveket grundas.
- En gummikartell bildas av Sveriges fyra gummifabriker.
- Arvika stad, Eslövs stad och Huskvarna stad får stadsprivilegium.
- Den brittiske atomfysikern Ernest Rutherford skapar en atommodell med kärna och skal.
- Centralskolan i Huskvarna i Sverige får en kommunal mellanskola.
- På privat initiativ öppnas Sveriges första barn- och ungdomsbibliotek.[4]
- Gustav Sundbärg publicerar Det svenska folklynnet.[11]
- Svensk Tidskrift startas av Eli F Heckscher och Gösta Bagge.

## Födda

### Första kvartalet

#### Januari
- 5 januari – Jean-Pierre Aumont, fransk skådespelare.
- 11 januari – Harald Heide Steen, norsk skådespelare.
- 14 januari – Ella Rosén, svensk skådespelare och scripta.
- 15 januari – Gösta Bohman, svensk moderatledare 1970–1981 [4].
- 22 januari – Bruno Kreisky, österrikisk politiker, förbundskansler 1970–1983.
- 23 januari – Sven Rydenfelt, svensk politiker, nationalekonom och opinionsbildare.
- 28 januari – Lee Metcalf, amerikansk demokratisk politiker och jurist, senator 1961–1978.
- 30 januari – Roy Eldridge, amerikansk jazzmusiker.
- 31 januari – Dan Thornton, amerikansk republikansk politiker, guvernör i Colorado 1951–1955.

#### Februari
- 1 februari – Leo Häppölä, finländsk politiker, Finlands försvarsminister 1959–1961.
- 2 februari – Jussi Björling, svensk opera- och konsertsångare [4].
- 3 februari – Jehan Alain, fransk organist och kompositör.
- 6 februari – Ronald Reagan, amerikansk skådespelare och politiker, USA:s president 1981–1989.
- 12 februari – Cearbhall Ó Dálaigh, Irlands president 1974–1976.
- 17 februari – Arthur Hunnicutt, amerikansk skådespelare.
- 19 februari – Merle Oberon, amerikansk skådespelare.
- 23 februari – G. Mennen Williams, amerikansk demokratisk politiker, guvernör i Michigan 1949–1961.

#### Mars
- 3 mars – Jean Harlow, amerikansk skådespelare.
- 6 mars – Blenda Bruno, svensk skådespelare.
- 10 mars – Olof Lagercrantz, svensk författare [4].
- 12 mars – Gustavo Díaz Ordaz, president i Mexiko 1964–1970.
- 13 mars
  - L. Ron Hubbard, grundare av scientologirörelsen.
  - Joseph Kowalski, polskt helgon.
- 15 mars
  - Wilhelm Mohnke, tysk SS-officer.
  - Rune Ellboj, svensk kapellmästare, musiker (altsaxofon).
- 16 mars – Josef Mengele, tysk nazistisk läkare, krigsförbrytare.
- 18 mars – Smiley Burnette, amerikansk skådespelare.
- 24 mars – Gabriel Rosén, svensk skådespelare.
- 25 mars – Jack Ruby, mannen som mördade Lee Harvey Oswald, John F Kennedys förmodade mördare.
- 26 mars – Tennessee Williams, amerikansk dramatiker.

### Andra kvartalet

#### April
- 2 april – Zilas Görling, svensk jazzmusiker (tenorsaxofon) och kompositör.
- 8 april – Melvin Calvin, amerikansk kemist. Nobelpristagare.
- 10 april – Heinz Hillegaart, tysk diplomat.
- 23 april – Simone Simon, fransk skådespelare.

#### Maj
- 11 maj – Big Joe Turner, amerikansk blues- och R&B-sångare.
- 14 maj – Arne S Lundberg, svensk journalist, envoyé och teknologie doktor.
- 15 maj
  - Max Frisch, schweizisk författare.
  - Maj Törnblad, svensk skådespelare.
  - Herta Oberheuser, tysk nazistisk läkare, dömd krigsförbrytare.
- 16 maj – Hugo Hasslo, svensk operasångare (baryton).
- 17 maj – Maureen O’Sullivan, amerikansk skådespelare (Jane i Tarzan-filmer).
- 26 maj – Randi Brænne, norsk skådespelare.
- 27 maj
  - Hubert H. Humphrey, amerikansk vicepresident 1965–1969.
  - Teddy Kollek, israelisk politiker.
  - Vincent Price, amerikansk skådespelare.
  - Fritz Knochlein, tysk SS-officer, dömd krigsförbrytare.
- 28 maj – Randolph Churchill, brittisk politiker, son till Winston Churchill.

#### Juni
- 3 juni – Åke Ohlmarks, svensk religionshistoriker, författare och översättare
- 5 juni – Helga Hallén, svensk skådespelare.
- 5 juni – John C. Woods, amerikansk sergeant och skarprättare.
- 7 juni – Gustaf Hedberg, svensk skådespelare, sångare och producent.
- 13 juni – Luis Alvarez, amerikansk fysiker, nobelpristagare.
- 15 juni – W.W. Awdry, brittisk författare och järnvägsentusiast.
- 18 juni – Ingrid Segerstedt Wiberg, svensk journalist och politiker (folkpartist).
- 19 juni – Hermann Höfle, tysk SS-officer.
- 20 juni – Heidi Blomstedt, finländsk formgivare.
- 22 juni – Cecilia av Grekland, grekisk prinsessa.
- 24 juni – Juan Manuel Fangio, argentinsk racerförare.
- 26 juni
  - Edward Hirsch Levi, amerikansk akademiker och politiker.
  - Babe Didrikson Zaharias, amerikansk friidrottare och professionell golfspelare.
- 29 juni
  - Bernard Herrmann, amerikansk filmmusikkompositör.
  - prins Bernhard av Lippe-Biesterfeld, gift med Juliana av Nederländerna.
- 30 juni
  - Czesław Miłosz, polsk författare, Nobelpristagare.
  - Sigurbjörn Einarsson, biskop i Isländska kyrkan.

### Tredje kvartalet

#### Juli
- 3 juli – Ottar Wicklund, norsk skådespelare.
- 5 juli – Georges Pompidou, fransk politiker, Frankrikes premiärminister 1962–1968, Frankrikes president 1969–1974.
- 7 juli – Charles Redland, svensk kompositör, kapellmästare och musiker.
- 9 juli – John Wheeler, amerikansk fysiker.
- 12 juli – Saga Sjöberg, svensk skådespelare och sångare.
- 14 juli – Terry-Thomas, brittisk skådespelare.
- 16 juli
  - Peter van Eyck, tysk skådespelare.
  - Ginger Rogers, amerikansk skådespelare och dansare.
- 17 juli – Olof Lilljeqvist, svensk ingenjör, flygfotograf och producent.
- 18 juli
  - Hume Cronyn, amerikansk skådespelare.
  - Gustav Wagner, tysk SS-officer.
- 26 juli – Bernhard Sönnerstedt, svensk teaterledare och operasångare (basbaryton).
- 30 juli – Rune Halvarsson, svensk skådespelare.

#### Augusti
- 1 augusti – Pericle Felici, italiensk kardinal.
- 5 augusti – Robert Taylor, amerikansk skådespelare.
- 7 augusti – Dagmar Zeeh, svensk sångare.
- 8 augusti – Else Jarlbak, dansk skådespelare.
- 9 augusti – Eddie Futch, amerikansk boxningstränare.
- 11 augusti – Erik Hell, svensk skådespelare.
- 12 augusti – Cantinflas, mexikansk skådespelare och komiker.
- 14 augusti – Karl-Arne Holmsten, svensk skådespelare.
- 17 augusti
  - Michail Botvinnik, sovjetrysk världsmästare i schack.
  - Martin Sandberger, tysk SS-officer.
- 22 augusti – John J. Hickey, amerikansk demokratisk politiker och jurist.
- 25 augusti – Viv-Anne Hultén, svensk konståkare.
- 30 augusti – Henake Schubak, finländsk skådespelare.

#### September
- 7 september – Todor Zjivkov, bulgariask politiker, regeringschef 1954–1989
- 9 september – Richard Baer, tysk SS-officer, kommendant i Auschwitz 1944–1945.
- 11 september – Glen D. Johnson, amerikansk demokratisk politiker, kongressledamot 1947–1949.
- 14 september – Rune Waldekranz, svensk filmproducent, manusförfattare, författare och filmforskare.
- 18 september – Kotti Chave, finlandssvensk skådespelare.
- 19 september
  - Allan Pettersson, svensk tonsättare [4].
  - William Golding, brittisk författare, nobelpristagare.
- 20 september – Alfred Naujocks, tysk SS-officer.
- 21 september – Clair Engle, amerikansk demokratisk politiker, senator 1959–1964.
- 23 september – Frank Moss, amerikansk demokratisk politiker, senator 1959–1977.
- 24 september – Konstantin Tjernenko, sovjetisk president 1984–1985.
- 28 september
  - Ellsworth Vines, amerikansk tennisspelare.
  - Magnus Stenbock, svensk greve, författare, debattör och konstnär.

### Fjärde kvartalet

#### Oktober
- 3 oktober – Michael Hordern, brittisk skådespelare.
- 5 oktober – Flann O'Brien, irländsk författare.
- 8 oktober – Erik Lindén, svensk idrottsman.
- 16 oktober – Mafalda Figoni, svensk solodansös, skådespelare och koreograf.
- 26 oktober – Mahalia Jackson, amerikansk gospelsångare.

#### November
- 1 november – Sonja Ferlov, dansk skulptör
- 3 november – William Lind, svensk kapellmästare, musikarrangör och kompositör.
- 5 november
  - Marie Osborne, amerikansk barnskådespelare.
  - Roy Rogers, amerikansk westernskådespelare.
- 12 november – Conny Söderström, svensk operasångare (tenor).
- 20 november – David Seymour, amerikansk fotograf och fotojournalist.
- 22 november – Albert Harris, polsk kompositör och schlagersångare.
- 23 november – Börje Mellvig, svensk skådespelare, manusförfattare, regissör och textförfattare.
- 24 november – Erik Bergman, finländsk kompositör.

#### December
- 3 december – Nino Rota, italiensk kompositör.
- 5 december – Carlos Marighella, brasiliansk revolutionär och marxistisk teoretiker.
- 6 december – Olle Bærtling, svensk målare och skulptör.
- 8 december – Lee J. Cobb, amerikansk skådespelare.
- 9 december – Broderick Crawford, amerikansk skådespelare.
- 11 december
  - Veikko Helle, finländsk socialdemokratisk politiker.
  - Naguib Mahfouz, egyptisk författare. Mottagare av Nobelpriset i litteratur 1988.
- 13 december – Trygve Haavelmo, norsk nationalekonom, mottagare av Sveriges Riksbanks pris i ekonomisk vetenskap till Alfred Nobels minne 1989.
- 14 december – Spike Jones, amerikansk musiker.
- 16 december – Gudrun Moberg, svensk skådespelare och sångare.
- 18 december – Jules Dassin, amerikansk regissör och skådespelare.
- 22 december – Wiola Brunius, svensk skådespelare.
- 25 december – Louise Bourgeois, fransk skulptör.
- 29 december
  - Roland Levin, svensk schlagertextförfattare och tandläkare.
  - Klaus Fuchs, tysk fysiker och spion.

## Avlidna

### Första kvartalet

#### Januari
- 11 januari – Charles J. Hughes, 57, amerikansk demokratisk politiker, senator 1909-1911.
- 17 januari – Francis Galton, 88, engelsk antropolog och psykolog.
- 23 januari – Ivar Månsson i Trää, 65, svensk riksdagsledamot.

#### Februari
- 8 februari – Gustaf Fröding, 50, svensk författare[4].
- 22 februari – Carl Fredrik Hill, 61, svensk konstnär[4].

#### Mars
- 1 mars – Jacobus van ’t Hoff, 58, nederländsk kemist och fysiker, nobelpristagare.
- 10 mars – Elsa Eschelsson, 49, Sveriges första kvinnliga juris doktor och docent (vid Uppsala universitet).
- 15 mars – William D. Bloxham, 75, amerikansk politiker, guvernör i Florida 1881–1885 och 1897–1901.

### Andra kvartalet

#### April
- 10 april – Sir Alfred Comyn Lyall, 76, angloindisk ämbetsman och skriftställare.
- 14 april – Daniel Paul Schreber, 68, tysk jurist.

#### Maj
- 4 maj – Alfred B. Kittredge, 50, amerikansk republikansk politiker, senator 1901–1909.
- 10 maj – La Fayette Grover, 87, amerikansk demokratisk politiker.
- 18 maj – Gustav Mahler, 50, österrikisk tonsättare och dirigent.
- 21 maj – Williamina Fleming, 54, brittisk astronom.
- 29 maj – W.S. Gilbert, 74, brittisk operettförfattare.

#### Juni
- 7 juni – Maurice Rouvier, 69, fransk statsman, Frankrikes tillförordnade president 2–3 december 1887.
- 18 juni – J. Proctor Knott, 80, amerikansk politiker, guvernör i Kentucky 1883–1887.
- 28 juni – Abraham Abraham, 68, amerikansk affärsman.

### Tredje kvartalet

#### Juli
- 16 juli – August Harambašić, 50, kroatisk poet och politiker.

#### Augusti
- 6 augusti – Florentino Ameghino, 56, argentinsk paleontolog.

#### September
- 27 september – Fletcher D. Proctor, 50, amerikansk republikansk politiker, guvernör i Vermont 1906–1908.
- 28 september – Charles F. Manderson, 74, amerikansk republikansk politiker, senator 1883–1895.

### Fjärde kvartalet

#### Oktober
- 17 oktober – Abram P. Williams, 79, amerikansk republikansk politiker, senator 1886–1887.

#### November
- 1 november – James Benton Grant, 63, amerikansk demokratisk politiker, guvernör i Colorado 1883–1885.
- 10 november – Christian Lundeberg, 69, svensk politiker och industriledare, Sveriges statsminister från 2 augusti till 7 november 1905.
- 12 november – Andrea Busiri Vici, 93, italiensk arkitekt.
- 24 november – John F. Dryden, 72, amerikansk affärsman och republikansk politiker, senator 1902–1907.
- 30 november – Johannes Vahlen, 81, tysk filolog.

#### December
- 7 december – Alphonse Legros, 74, fransk-engelsk konstnär.

## Nobelpris[12]
- Fysik – Wilhelm Wien, Tyskland
- Kemi – Marie Curie, Frankrike
- Medicin – Allvar Gullstrand, Sverige
- Litteratur – Maurice Maeterlinck, Belgien
- Fred – Tobias Asser, Nederländerna och Alfred Fried, Österrike

### Fotnoter
1. ↑  ”World Statesmen (läst 3 april 2011)”. http://www.worldstatesmen.org/Australian_States.html.
2. 1 2 3 4 5 6 7 8  20:e århundrades När Var Hur – 1911, Bernt Himmelstedt, Forum, 1999
3. 1 2 3 4 5 6 7 8 9  Sverige 1900-talet – 1911, NE, Bra Böcker, 2000
4. 1 2 3 4 5 6 7 8 9 10 11 12 13 14 15 16 17 18 19 20  Hundra år i Sverige – 1911, Hans Dahlberg, Albert Bonniers, 1999
5. 1 2 3  ”USA:s militära insatser i utlandet”. Arkiverad från originalet den 9 december 2013. https://web.archive.org/web/20131209174005/http://www.history.navy.mil/library/online/forces.htm. Läst 31 januari 2011.
6. 1 2 3 4 5 6 7  100 år med Aftonbladet – 1911, 1999
7. ↑  ”First Women's Day celebration took place in 1911”. http://timesofindia.indiatimes.com/home/education/First-Womens-Day-celebration-took-place-in-1911/articleshow/7643681.cms., The Times of India, 7 mars 2011.
8. ↑  van Delft, D., and Kes, P. The discovery of superconductivity. Physics Today (September 2010), 38–43.
9. ↑  Faktakalendern 2000 – 1911 (Utlandet), Semic 1999
10. ↑  Hundra år i Sverige – Kvinnans självklara plats, Hans Dahlberg, Albert Bonniers, 1999
11. ↑  Sverige 1900-talet – Den svenska naturkänslans historia, NE, Bra Böcker, 2000
12. ↑  ”Nobelpriset”. https://www.nobelprize.org/prizes/lists/all-nobel-prizes/. Läst 10 april 2011.